# Kirzhach
Kirzhach (del ruso: Киржач) es una ciudad del óblast de Vladímir, en Rusia, centro administrativo del raión de Kirzach. Kirzhach está situada a orillas del río Kirzach, afluente del Kliazma a 125 km al oeste de Vladímir y a 29 km al sur de Aleksándrov.

## Historia
Kirzhach nació en el siglo XIV como una slobodá de artesanos y asentamiento comercial ligada al monasterio de la Anunciación (según diversas fuentes a iniciativa en 1332 del príncipe moscovita Iván Danílovich o por Sergio de Rádonezh). El monasterio fue creado por Sergio de Rádonezh, que vivió en la región entre 1354 y 1358. En la mayor parte de su historia, la abadía fue fuertemente dependiente del monasterio de la Trinidad y de San Sergio, que se encuentra 48 km al oeste. El nombre deriva del nombre del río, que proviene del idioma moksha, de la palabra usada para decir "en la izquierda" (Moksha кяржи / kiarzhi, erzya: керш / kersh).
El monasterio fue clausurado en 1764, tras lo que la localidad recibió su estatus de ciudad en 1778. Independiente ya del monasterio, se convierte, junto con otras ciudades de la región, en un centro textil. En el siglo XIX la ciudad era conocida por los tejidos de seda y el tallado de madera.
Durante la Gran Guerra Patria, Kirzhach era un de los puntos de apoyo del anillo de defensa de Moscú, lugar de preparación de pilotos, pilotos de planeadores y paracaidistas.
En 1968, el cosmonauta Yuri Gagarin, el primer hombre que viajó al espacio, y su entrenador de vuelo Vladímir Serioguin, murieron en un accidente de aviación en un MiG-15 a 21 km de Kirzhach, en la localidad de Novosiólovo. Un obelisco señala el lugar de la catástrofe desde 1975.
El 12 de octubre de 2004, el asentamiento de Krasni Oktiabr se fusionó con la ciudad.

## Demografía
| 1897 | 1939   | 1959   | 1989   | 2002   | 2009   | 2010   | 2020   |
| ---- | ------ | ------ | ------ | ------ | ------ | ------ | ------ |
| 4799 | 11 600 | 18 100 | 25 400 | 22 704 | 30 092 | 29 965 | 26 703 |

## Cultura y lugares de interés

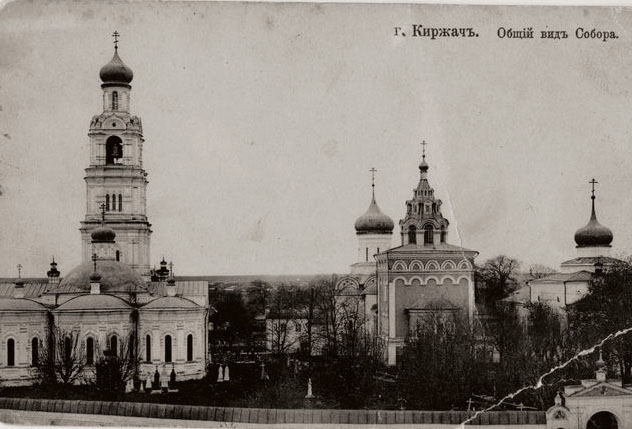
Vista del monasterio de la Anunciación en 1910.

La pequeña catedral de la Anunciación (del ruso: Благовещенский монастырь), en el monasterio, construida durante el reinado de Iván el Terrible, en el siglo XVI, se hizo conforme a las primeras catedrales de tipo moscovita. Es considerada generalmente como una de las últimos y más bellos especímenes de esta corriente. Una galería abierta conecta la catedral a la iglesia vecina del Salvador (Спасская церковь), construida en forma de torre cuadrada y coronada por un campanario en forma de tienda. Esta iglesia, construida a iniciativa del boyardo Miloslavski en 1656, contiene su panteón familiar. El refectorio del siglo XVI y la iglesia de san Sergio fueron demolidos en la época soviética.

## Economía y transporte

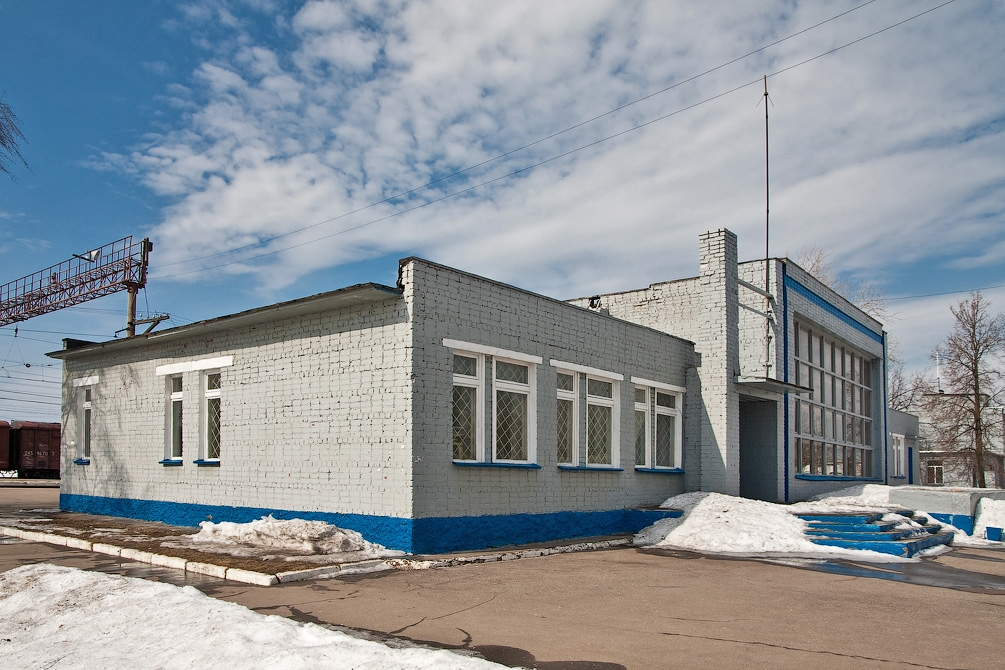
Estación del ferrocarril de Kirzhach.

En Kirzhach hay una fábrica de la compañía de electrodomésticos turca Arçelik (televisores, lavadoras) y productos electrónicos para el hogar, una fábrica para vehículos eléctricos y compañías de las industrias textil, alimentaria y de los muebles. 
La ciudad está en la línea de ferrocarril Aleksándrov/Strúnino - Oréjovo-Zúyevo, la sección nordeste del gran anillo de ferrocarril de Moscú.

## Clima
El clima de la ciudad es moderadamente continental, verano cálido, invierno frío con otoño y primavera moderados. La temperatura media en enero es -10.6 °C y 18.2 °C en julio  La precipitación media anual es de 584 mm. Promedia 151 días con temperaturas sobre cero al año. La cubierta de nieve permanece por 4 o 5 meses, iniciándose su caída a finales de noviembre o principios de diciembre. La nieve se funde a mediados de abril en las zonas soleadas y en los bosques a finales de ese mes.